# 4-й Міжнародний кінофестиваль Kharkiv MeetDocs
4-й Міжнародний кінофестиваль Kharkiv MeetDocs відбувся онлайн з 26 жовтня по 31 жовтня 2020 року у місті Харків. Фільмом-відкритям став «Номери» режисерів Олега Сенцова й Ахтема Сеітаблаєва. Фільмом-закриттям став «Будинок» режисерок Тетяни Кононенко та Матільди Местер. Церемонія нагородження переможців відбудеться у Київі 31 жовтня 2020 року.
Вперше за підтримки Українського культурного фонду пройшов Національний конкурс повнометражних документальних фільмів, що вироблені в Україні або в копродукції.

## Журі

### Національний конкурс
- До складу журі Національного конкурсу увійшли Наталія Ворожбит, Сергій Буковський, Людмила Горделадзе[5][6]:
- До складу журі «Бардак. Онлайн» увійшли Денис Буданов, Тетяна Монахова, Віктор Броницький[6]:
- До складу журі «Бардак. Офлайн» увійшли Віктор Буток, Таіс Золотковська, Катерина Поправка[6]:
- До складу журі Пітчингу увійшли Стефан Сіоан, Вікторія Бурдукова, Іванна Дядюра[6]:

## Конкурсна програма
| Найкращий фільм виділений окремим кольором. |

### Національний конкурс
Фільми, відібрані до Національного конкурсу:
| Українська назва         | Міжнародна назва       | Режисер(и)                 | Країна виробництва         |
| ------------------------ | ---------------------- | -------------------------- | -------------------------- |
| «Бєс»                    | Demon                  | Єгор Трояновський          | Україна                    |
| «Вторгнення на Байконур» | Breaking into Baikonur | Ангел Ангелов              | Україна (світова прем'єра) |
| «Зарваниця»              | New Jerusalem          | Ярема Малащук, Роман Хімей | Україна                    |
| «Поїзд „Київ-Війна“»     | Train «Kyiv-War»       | Корній Грицюк              | Україна                    |
| Not Alone                | Not Alone              | Сніжана Гусаревич          | Україна (світова прем'єра) |
| War Note                 | War Note               | Роман Любий                | Україна                    |

### «Бардак. Онлайн»
Учасники «Бардак. Онлайн»:
| Українська назва         | Режисер(и)                          |
| ------------------------ | ----------------------------------- |
| «#LIKE4LIKE»             | Сергій Мисак                        |
| «„Дворнік“ під грушею»   | Костянтин Пироженко                 |
| «2014»                   | Мирослава Трофимчук і Ганна Гладка  |
| «Атомна осінь»           | Устин Данчук                        |
| «Втома»                  | Валентина Гетьман                   |
| «Ефект бакенбарда»       | Станіслав Лозовський                |
| «Лёгкость бытия»         | Сергій Хорольський і Дарина Юсикова |
| «Липа»                   | Тетяна Усова                        |
| «Монетка щастя»          | Еліна Пупіна                        |
| «Правозахисні окуляри»   | Андрій Островський                  |
| «Родима Пляма»           | Марія Шевченко                      |
| «Сильні духом»           | В'ячеслав Бігун                     |
| «Так мут співати»        | Анна Ютченко і Діана Горбань        |
| «Я, робот»               | Роман Бордун                        |
| «Actors and actresses»   | Корній Грицюк                       |
| «Aesthetic of eas»       | Kristina Borhes                     |
| «Bean and sport»         | Олександр Букрєєв                   |
| «Blessed»                | Катерина Цвігун                     |
| «Brave factory»          | Andrew AJ і Tina AJ                 |
| «Give planet a chance»   | Андрій Капля                        |
| «Immigrant Holdem»       | Слава Бабенков                      |
| «Oliva sky»              | Andrew Ostrikovskiy                 |
| «One More Day»           | Олександр Шимко                     |
| «The Coin»               | Орест Смілянець                     |
| «The Dark Waves of Styx» | Сергій Касторних                    |

### «Бардак. Офлайн»
Фільми, відібрані до конкурсу «Бардак. Офлайн»
| Українська назва                   | Режисер(и)                           |
| ---------------------------------- | ------------------------------------ |
| «Ragapop — Сяся»                   | Максим Котський                      |
| «Вова Чайка з 10В»                 | Валерія Сторчак                      |
| «Іванко»                           | Марія Феленко                        |
| «Ідеальна сім'я»                   | Дмитро Ковальский                    |
| «Інше життя»                       | Анастасія Кривченко, Олексій Новіков |
| «Магазинчик»                       | Олександр Онуфрієв                   |
| «Наташа»                           | Софія Поліщук                        |
| «Неізольвоні»                      | Юркова Олена, Новіков Андрій         |
| «Прибічник»                        | Сергій Найда                         |
| «Сила і Правда»                    | Андрій Люлько                        |
| «Соната для скрипки без супроводу» | Поліна Бєляєва                       |
| «Сповідь Вампіра»                  | Тарас Вінні                          |
| «Хвилина»                          | Андрій Тараненко                     |
| «Щоденник 1937»                    | Павло Дорогой                        |
| «Я звертаюсь»                      | Максим Котський                      |
| «Courier»                          | Олександр Корешков                   |
| «Filter Selfie»                    | Еліна Пупіна                         |
| «Flash point»                      | Олена Резніченко                     |
| «Mute»                             | Кирило Земляний                      |
| «Power and Truth»                  | Роман Бордун                         |
| «The Barber»                       | Сергій Пудіч                         |
| «The truth / 2001»                 | Олександр Гойсан                     |

### Пітчинг
Фільми, відібрані до пітчингу:
| Українська назва                 | Режисер(и)                                 | Продюсер(и)                       |
| -------------------------------- | ------------------------------------------ | --------------------------------- |
| «Деміург»                        | Ольга Семак                                | Олена Семак, Олександр Течинський |
| «ЄвроДонбас»                     | Корній Грицюк                              | Анна Паленчук                     |
| «Зовсім не страшний фільм»       | Стрий Єлизавета                            | Оксана Іванців                    |
| «Навмисна брехня»                | Олексій Радинський                         | Любов Кнорозок                    |
| «Ночами море світиться»          | Світлана Ліщинська                         | Надія Грачова                     |
| «Повторюй за мною»               | Любовь Дуракова                            | Любовь Дуракова                   |
| «Рівень кохання»                 | Тетяна Дородніцина                         | Оксана Іванців                    |
| «Тренер-батько. Виховані боксом» | Олексій Савелов                            | Надія Грачова                     |
| «Фото на пам'ять»                | Ольга Черних, Регіна Мар'яновська-Девидзон | Олексій Гладушевський             |
| «Швидка на переферії»            | Дмитро Грешко                              | Поліна Герман                     |

## Позаконкурсна програма документальних фільмів
Фільми, відібрані до позаконкурсної програми.

### MeetDocs
| Українська назва    | Режисер(и)       | Країна виробництва    | Рік  |
| ------------------- | ---------------- | --------------------- | ---- |
| «Гаражанє»          | Наталія Єфімкіна | Німеччина             | 2020 |
| «Гідроізоляція»     | Даніела Кьоніг   | Німеччина             | 2019 |
| «Для когось іншого» | Свен Блюм        | Швеція                | 2020 |
| «Для Сами»          | Ваад аль-Катеб   | Велика Британія Сирія | 2019 |
| «Коли осяде пил»    | Джон Аппел       | Нідерланди            | 2019 |
| «У пошуках Саллі»   | Тамара Давіт     | Канада                | 2020 |

### MeetNonDocs
| Українська назва | Режисер(и)                    | Країна виробництва           | Рік  |
| ---------------- | ----------------------------- | ---------------------------- | ---- |
| «Забуті»         | Дар'я Онищенко                | Україна Швейцарія            | 2019 |
| «Мої думки тихі» | Антоніо Лукіч                 | Україна                      | 2019 |
| «Номери»         | Олег Сенцов, Ахтем Сеітаблаєв | Україна Польща Чехія Франція | 2020 |
| «Парфенон»       | Мантас Кведаравічус           | Литва Україна Франція        | 2019 |

## MeetRetrospective
Кінострічки рубрики «MeetRetrospective»:
| Українська назва        | Режисер(ка)       |
| ----------------------- | ----------------- |
| «Брати по зброї»        | Сергій Лисенко    |
| «Герой мого часу»       | Тоня Ноябрьова    |
| «2020. Безлюдна країна» | Корній Грицюк     |
| «Рідні»                 | Віталій Манський  |
| «Істальгія»             | Дар'я Онищенко    |
| «Заповідник Асканія»    | Андрій Литвиненко |
| «Живі»                  | Сергій Буковський |

## Нагороди
Нагороди були розподілені наступним чином:
Національний конкурс
- Спеціальна відзнака журі — «Not alone», (реж. Сніжана Гусаревич)
- Спеціальна відзнака журі з приміткою «За фіксацію нового міфу і за пошук невловимого сенсу в колективній ході за дивом»— «Зарваниця», (реж. Ярема Малащук, Роман Хімей)
- Приз глядацьких симпатій (сертифікат на 30 000 грн на оренду знімальної техніки від PATRIOT Rental) — «Вторгнення до Байконуру», (реж. Ангел Ангелов)
- Приз журі (грошова нагорода у розмірі 30 000 грн від агенції креативних індустрій і комунікацій «ПотомуЧто» та сертифікат на навчання на курсі «Підготовка операторів БПЛА» від Dronarium Украина ) — «War Note», (реж. Роман Любий)

Пітчинг документальних проєктів
- Приз Star Media — «Тренер-батько. Виховані боксом», (реж. Олексій Савелов)
- Приз журі — «Навмисна брехня», (реж. Олексій Радинський)

«Бардак. Онлайн»
- Приз журі — «Immigrant Holdem», (реж. Слава Бабенков)
- Спеціальна відзнака від Тетяни Монахової — «One More Day», (реж. Олександр Шимко)
- Спеціальна відзнака від Дениса Буданова — «Я, робот», (реж. Роман Бордун)
- Спеціальна відзнака від Віктора Бронського — «Brave factory», (реж. Andrew AJ і Tina AJ)

«Бардак. Офлайн»
- Приз журі — «Ідеальна сім'я», (реж. Дмитро Ковальський)
- Спеціальна відзнака від Каті Поправки — «Сила і правда», (реж. Роман Бордун)
- Спеціальна відзнака від Таїс Золотковської — «Вова Чайка з 10В», (реж. Валерія Сторчак)
- Спеціальна відзнака від Таїс Золотковської — «Магазинчик», (реж. Олександр Онуфрієв)
- Спеціальна відзнака від Віктора Бутка — «Наташа», (реж. Софія Поліщук)
- Спеціальна відзнака від Віктора Бутка — «The Barber», (реж. Сергій Пудіч)
- Спеціальна відзнака від Віктора Бутка — «Прибічник», (реж. Сергій Найда)
- Переможець глядацького голосування — «Магазинчик», (реж. Олександр Онуфрієв)

Конкурс дитячих відеороликів Meet Kids
- Приз журі — «Не игрушки», авторка Марія Печенізька-Ткачова
- Спеціальний диплом журі за оригінальність подачі — «Радість чи гидота» авторка Діана Погожа
- Спеціальний диплом журі за технічну реалізацію задуму — «В борьбе за чистоту», дитяча студіія телебачення «Перший крок», автори Петровська Катерина, Дзюненко Микита, Келлер Олександр
- Переможець призу глядацьких симпатій — «Антракт», автор Максим Куліков